# Eilat

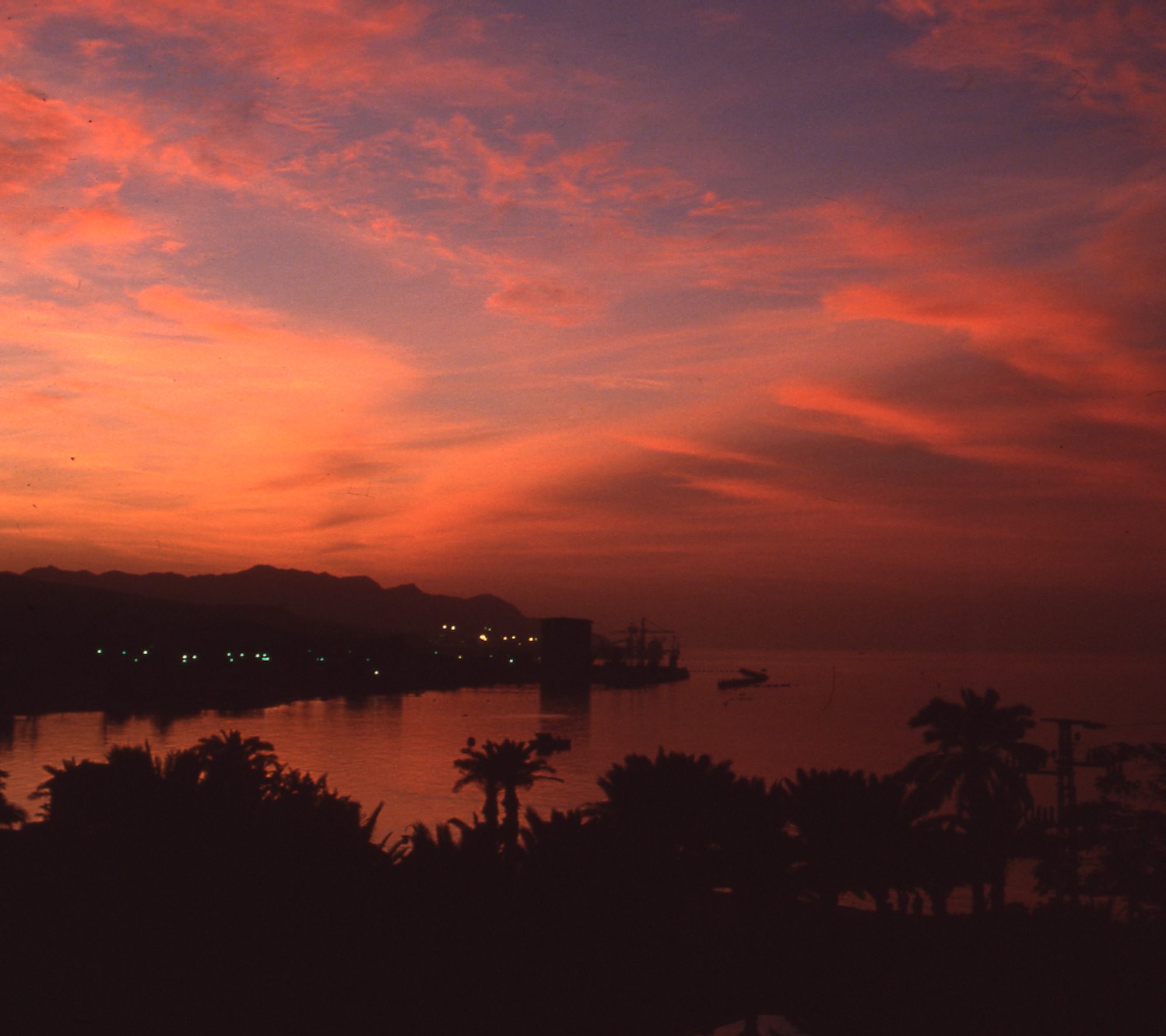
Eilat, 1947–1953

Eilat (hebräisch אֵילַת [ɛj'lat]ⓘ, arabisch إيلات), auch Elat oder Elath – bei Graetz und in der älteren deutschen Literatur Ailat genannt – ist eine Hafenstadt an der Südspitze Israels. Die am Golf von Akaba im Süden der Wüste Negev gelegene Stadt ist der einzige Zugang Israels zum Roten Meer und damit zum Indischen Ozean. Die Länge des israelischen Küstenabschnitts beträgt knapp zwölf Kilometer. Vom Hafen sind bei guter Sicht die Küsten von Ägypten, Jordanien und Saudi-Arabien zu sehen.

## Geschichte

### Antike
Das Gebiet um Eilat war vor allem wegen seiner Kupferminen von Timna begehrt, die in antiker Zeit einen wesentlichen wirtschaftlichen Faktor ausmachten. Ägyptische Expeditionen dorthin zur Beschaffung von Kupfer, das in Ägypten rar war und militärische Bedeutung hatte, werden bereits für die prädynastische Zeit, dem 4. Jahrtausend v. Chr. angenommen. Seit dem 3. Jahrtausend v. Chr. wurde der Ort aber für lange Zeit verlassen und erst wieder im 14. Jahrhundert v. Chr. von den Ägyptern genutzt und wieder aufgebaut. Im 12. Jahrhundert v. Chr. wurde der Ort von den Midianitern erobert. Die Vorläufersiedlungen Eilats selbst lagen wegen der besseren Wasserversorgung auf dem Gebiet der heutigen jordanischen Stadt Akaba bzw. etwas südlich davon. In der Bibel wird neben Eilat auch Ezjon-Geber in dieser Gegend erwähnt ((Dtn 2,8 ) und (2 Kön 14,22 )).
Bereits im 10. Jahrhundert v. Chr. besiedelt, wurde Eilat später von den Römern und Byzantinern als Hafen genutzt. Die im Alten Testament als Hafenstadt „Elat“ erwähnte Verbindung zu Salomo ist jedoch als eher unwahrscheinlich anzusehen, da archäologische Belege fehlen und phönizische Ezjon-Geber-Verbindungen im Zusammenhang der Tarsis-Schiffe, die nach Ophir fuhren, erstmals im 8. Jahrhundert v. Chr. belegt sind. Archäologisch sind zudem erste Handelskontakte hinsichtlich fremdländischer Keramikprodukte ebenfalls erst für das Ende des 9. Jahrhunderts v. Chr. nachgewiesen, die sich im nachfolgenden Jahrhundert verstärkten. Aufgrund der phönizischen Erwähnungen liegt wohl eine anachronistische Übertragung der Gegebenheiten des 8. Jahrhunderts v. Chr. in die Regierungszeit Salomos vor. Der Gattungsbegriff „Gold aus Ophir/Ophirgold“ ist außerdem erstmals um etwa 720 v. Chr. auf einem Ostrakon bezeugt.
In der Antike liefen vor allem Schiffe den Hafen an, die das Kupfer aus den nahen Minen von Timna abtransportierten. In nabatäisch-römischer Zeit hieß die Stadt Aila. In der Spätantike war die Legio X Fretensis hier stationiert. Aila besaß eine bedeutende jüdische Gemeinde und war schon 325 Sitz eines Bischofs.

### Mittelalter
1116 wurde die Stadt von Kreuzfahrern erobert. Im Jahr 1167 konnte Saladin Eilat zurückerobern. Die heutige Trennung der Städte Eilat und Akaba wird lediglich der staatlichen Aufteilung zugeschrieben. Die Entstehung beider Städte wird auf die vorchristliche Besiedlung von Ezjon-Geber zurückgeführt.

### Im 20. Jahrhundert

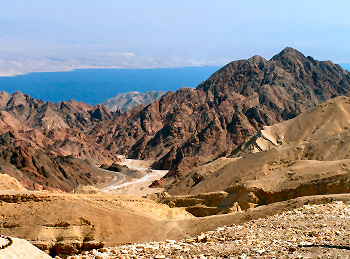
Bucht von Eilat. Die Wüstengegend ist bekannt für farbiges Gestein.

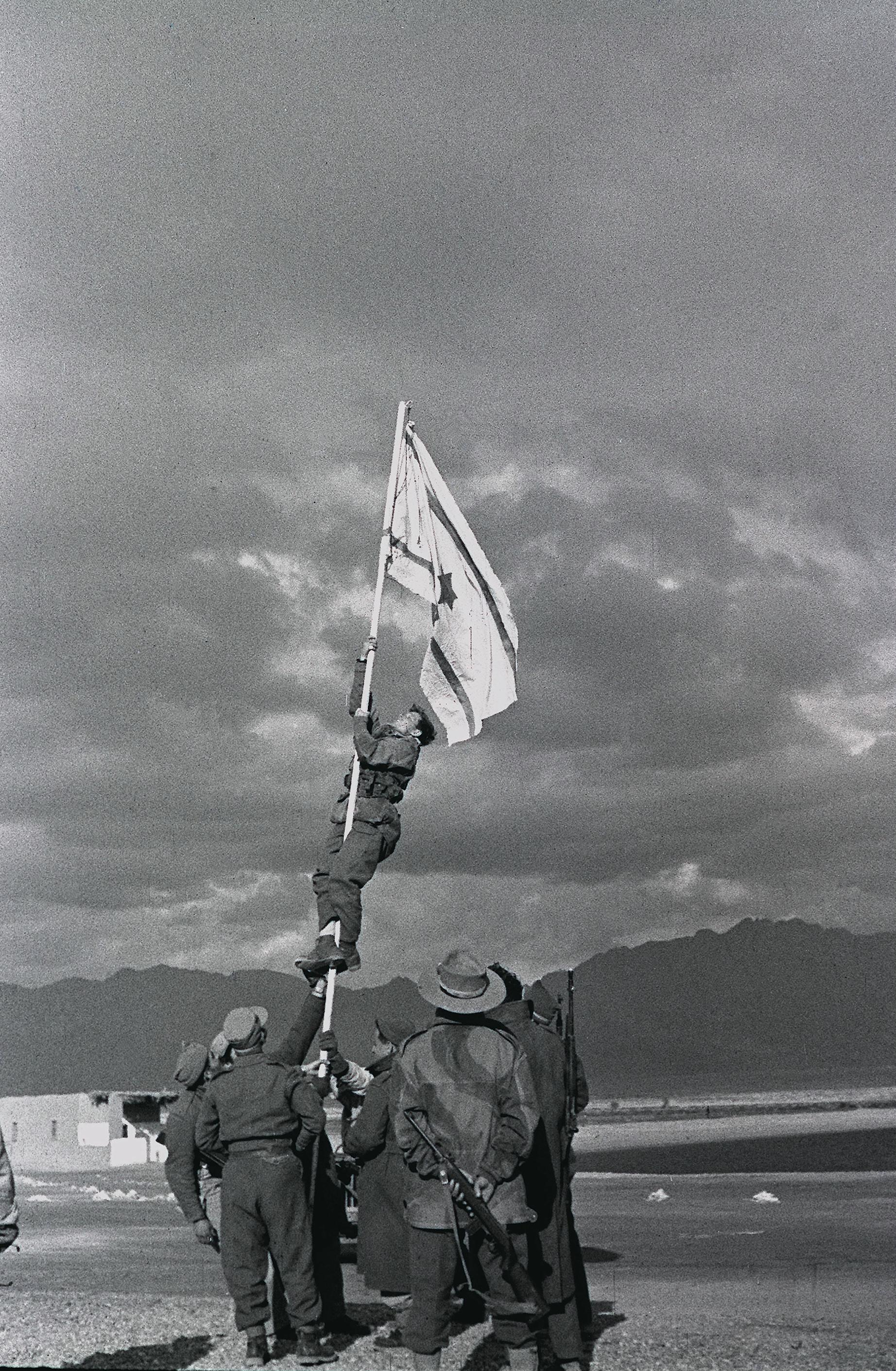
Hissen der „Tintenflagge“ in Eilat am 10. März 1949

Während der britischen Mandatszeit bestanden die festen Gebäude von Eilat nur aus den wenigen Lehmhütten der Polizeistation Umm Rashrash. Nach dem UN-Teilungsplan 1947 wurde die Polizeistation dem jüdischen Staat zugeteilt. Für Israel stellte dies einen strategisch wichtigen Zugang zum Roten Meer dar, weswegen mit der Operation Uvda die Einnahme des Ortes angestrengt wurde. Am 10. März 1949 wurde die Polizeistation von der Negev- und der Golani-Brigade erreicht und kampflos eingenommen. Die nach der Einnahme dort gehisste Flagge, die provisorisch aus einem Leintuch, einem aufgenähten Davidstern und zwei mit blauer Tinte getränkten Stoffstreifen zusammengebastelt wurde, wurde als „Tintenflagge“ berühmt. Die Gedenkstätte Umm Rashrash wird seit 1994 als Stätte des Nationalen Erbes Israels (englisch: National Heritage Site) gewürdigt.
Schon im Dezember 1949 begann die jüdische Besiedlung. Die ersten Jahre der israelischen Stadt Eilat waren durch einen starken Aufbau der Infrastruktur geprägt. Um die Stadt zu fördern, erhielt sie den Status einer Entwicklungsstadt. Bereits 1950 wurde die Wasserversorgung durch eine Pipeline von der Oase Be'er Ora her sichergestellt, ein erster Pier wurde gebaut und der Flughafen Eilat angelegt. Ab diesem Jahr betrieb die Fluggesellschaft Arkia die Fluglinie nach Eilat. Damit ist die Verbindung von Eilat zu anderen israelischen Städten per Flugzeug älter als durch die Buslinie, die erst 1951 eingerichtet wurde. Ab 1975 gab es Charterflüge von europäischen Flughäfen nach Eilat. 2019 wurde der Flughafen Eilat durch den Flughafen Ramon ersetzt und geschlossen. Das Land des ehemaligen Flughafengeländes, welches zum Zeitpunkt der Eröffnung des Flughafens noch am Stadtrand lag, inzwischen aber von der gewachsenen Stadt umgeben ist, soll mit Hotels und Wohnhäusern bebaut werden.
1952 wurde der Pier fertiggestellt und Eilat zur Hafenstadt erklärt. Schnell stellte sich der Pier jedoch als zu klein heraus, um das erwartete Frachtaufkommen bewältigen zu können. Daher wurde die Entscheidung gefällt, einen größeren Hafen zu bauen, der auch große Öltanker aufnehmen kann. 1956 wurde die Hafenerweiterung fertiggestellt. Ab der Gründung der Stadt blockierte Ägypten wiederholt die weiter südlich liegende Meerenge von Tiran; erst nach dem Sinaifeldzug konnte der Hafen ab 1956 genutzt werden. Die erneute Sperrung der Straße von Tiran für israelische Schiffe und den internationalen Schiffsverkehr von und nach Eilat im Jahr 1967 schnitt den Hafen wieder von den internationalen Seewegen ab und war einer der Auslöser des Sechstagekriegs. In der Zeit vor der islamischen Revolution im Iran 1979 war Eilat der wichtigste Hafen für den Import iranischen Erdöls nach Israel.
Ab 1956 setzte ein starkes Wachstum der Stadt ein, gefördert durch die Ansiedelung von Einwanderern aus Marokko, Südafrika und Rumänien. Die Landstraße  nach Beʾer Scheva wurde 1958 fertiggestellt. 1959 wurde Eilat in den Status einer Stadt erhoben.
1965 sollten im Zuge des weiteren Stadtausbaus die letzten Lehmhütten der alten Polizeistation Umm Rashrash abgerissen werden. In einem heftigen und langanhaltenden Bürgerprotest, an dem sich auch ehemalige Teilnehmer der Operation Uvda beteiligten, konnte der Abriss verhindert werden. Heute bestehen Pläne, das Stadtmuseum an den Standort von Umm Rashrash zu verlegen und die Lehmhütten in das Gesamtkonzept zu integrieren.
Nach dem Friedensvertrag mit Ägypten 1979 wurde im Jahr 1982 ein provisorischer Grenzübergang bei Taba eingerichtet. Nach dem Ausräumen letzter Grenzstreitigkeiten wurde Taba 1989 an Ägypten zurückgegeben und ein dauerhafter Grenzübergang eingerichtet. Nach dem erfolgreichen Abschluss von Friedensverhandlungen mit Jordanien wurde 1994 ein Grenzübergang zwischen Eilat und Akaba eingerichtet.
Ab 1982 brach der Tourismus in Eilat stark ein. Einerseits begründet durch die Rückgabe des Sinai an Ägypten, wodurch sich die israelische Tourismusregion am Roten Meer nur noch auf die Stadt Eilat begrenzte. Andererseits wurde Israel als Urlaubsgebiet von vielen Touristen aus Sicherheitsbedenken gemieden. Als Gegenmaßnahme wurde Eilat 1985 zur Freihandelszone mit vielen steuerlichen Vergünstigungen erklärt.

### Im 21. Jahrhundert
Am 16. Dezember 2008 ereignete sich nahe Eilat das bis dahin schwerste Busunglück in der Geschichte Israels. Ein Bus war von der Fahrbahn abgekommen und in eine Schlucht gestürzt. 24 Touristen wurden dabei getötet, 33 zum Teil schwer verletzt.
Am 21. Januar 2019 eröffnete der neue, 500 Millionen Dollar teure internationale Flughafen. Benannt ist der Flughafen nach dem ersten israelischen Astronauten Ilan Ramon und seinem Sohn Assaf, die beide im Einsatz für ihr Land verunglückten. Der Ramon-Flughafen liegt 16 km nördlich von Eilat und ersetzt den bisherigen kleinen Flughafen J. Hozman in der Stadt. Er hat eine Kapazität von jährlich 2,5 Millionen Passagieren und soll auch den Flughafen Ben Gurion bei Tel Aviv entlasten. Er ist der einzige zivile Flughafen des Landes neben TLV, dessen Landebahn für Starts bzw. Landungen von Großflugzeugen wie der Boeing 747 oder dem Airbus A380 geeignet ist. Dadurch kommt ihm eine wichtige Rolle als Ausweichflughafen zu.

## Bevölkerung
Eilats Einwohnerzahl betrug im Jahr 2018 etwa 52.000. Die überwiegende Mehrheit der Bevölkerung von Eilat sind Juden. Araber machen etwa nur weniger als 4 % der Bevölkerung aus. Die Bevölkerung wächst sehr schnell, zuletzt mit einer Rate von etwa 7 %.
In Eilat leben zahlreiche ausländische Arbeitskräfte, schätzungsweise über 10'000, die als Pflegekräfte, Hotelangestellte oder im Baugewerbe arbeiten. Außerdem gibt es viele wohlhabende Jordanier und Ägypter, die Eilat in den Sommermonaten besuchen und hier auch Ferienhäuser besitzen.

## Geographie

### Lage und Bedeutung
Über Israels einzigen Hafen am Roten Meer werden v. a. Rohöl und Kraftfahrzeuge in großen Mengen eingeführt und weiter nach Norden transportiert. Die Stadt verfügt zudem über einen internationalen Flughafen.
Eilat ist aufgrund des Meeres und der umgebenden Wüstenlandschaft ein beliebtes Tourismusziel. Auch das milde Winterklima und die extrem seltenen Niederschläge (weniger als zehn Niederschlagstage im Jahr) tragen zur Beliebtheit bei. Im Sommerhalbjahr erreichen die Temperaturen allerdings täglich mindestens 35, häufig sogar über 40 Grad. Allerdings ist die Hitze durch die trockene Luft gut verträglich.
Die Stadt blieb außerdem als Reiseziel attraktiv, weil sie bis zum 29. Januar 2007 von palästinensischen Anschlägen verschont geblieben war. Zur Unterstützung des Tourismus wurde eine Freihandelszone eingerichtet.
Die wohl größte Attraktion bietet das Delphinarium, rund fünf Kilometer von Eilat entfernt, wo man am einzigen (aber künstlichen) Sandstrand Eilats mit Delfinen tauchen und schnorcheln kann. Gleichzeitig kann man dabei die beeindruckende Unterwasserwelt des Roten Meeres kennenlernen.
Wichtigste Probleme des modernen Eilat sind die Wasserversorgung und die isolierte Wüstenlage. Natürliche Wasservorkommen gibt es nicht, das Trinkwasser wird durch Entsalzung und Fernleitungen aus der Aravasenke gewonnen. Die Distanz zur nächsten israelischen Stadt Beʾer Scheva beträgt 250 Kilometer (zum Vergleich: Israel ist in Nord-Süd-Richtung nur 470 Kilometer lang), zwischen beiden Städten bestehen nur vereinzelte, meist landwirtschaftliche Siedlungen.
Die Stadt ist durch ihren Flughafen Ramon mit den nationalen Flughäfen in Tel Aviv und Haifa sowie Zielen in ganz Europa verbunden.

### Klima
Am 4. September 2020 wurde in Eilat mit 48,9 Grad Celsius der bis dahin höchste Wert gemessen.
|                       | Jan  | Feb  | Mär  | Apr  | Mai  | Jun  | Jul  | Aug  | Sep  | Okt  | Nov  | Dez  |   |      |
| Mittl. Tagesmax. (°C) | 20,8 | 22,1 | 25,5 | 31,1 | 35,4 | 38,7 | 39,9 | 39,8 | 37,3 | 33,0 | 27,2 | 22,3 | ⌀ | 31,1 |
| Mittl. Tagesmin. (°C) | 9,6  | 10,6 | 13,6 | 17,8 | 21,5 | 24,2 | 25,9 | 26,2 | 24,5 | 21,0 | 15,5 | 11,2 | ⌀ | 18,5 |
|                       |      |      |      |      |      |      |      |      |      |      |      |      |   |      |
| Niederschlag (mm)     | 3,5  | 5,8  | 3,7  | 1,7  | 1,0  | 0,0  | 0,0  | 0,0  | 0,0  | 3,5  | 3,5  | 6,0  | Σ | 28,7 |
|                       |      |      |      |      |      |      |      |      |      |      |      |      |   |      |
| Sonnenstunden (h/d)   | 7,5  | 8,0  | 8,5  | 9,4  | 10,5 | 12,1 | 12,4 | 11,8 | 10,6 | 9,5  | 8,6  | 7,0  | ⌀ | 9,7  |
|                       |      |      |      |      |      |      |      |      |      |      |      |      |   |      |
| Regentage (d)         | 2,1  | 1,8  | 1,6  | 0,9  | 0,7  | 0,0  | 0,0  | 0,0  | 0,1  | 0,7  | 0,8  | 1,9  | Σ | 10,6 |
|                       |      |      |      |      |      |      |      |      |      |      |      |      |   |      |
| Wassertemperatur (°C) | 21   | 20   | 20   | 21   | 22   | 23   | 25   | 26   | 25   | 24   | 23   | 22   | ⌀ | 22,7 |
|                       |      |      |      |      |      |      |      |      |      |      |      |      |   |      |
| Luftfeuchtigkeit (%)  | 46   | 42   | 37   | 32   | 28   | 24   | 27   | 29   | 35   | 37   | 40   | 46   | ⌀ | 35,2 |

| 9,6 |

| 10,6 |

| 13,6 |

| 17,8 |

| 21,5 |

| 24,2 |

| 25,9 |

| 26,2 |

| 24,5 |

| 21,0 |

| 15,5 |

| 11,2 |

| 9,6 |

| 10,6 |

| 13,6 |

| 17,8 |

| 21,5 |

| 24,2 |

| 25,9 |

| 26,2 |

| 24,5 |

| 21,0 |

| 15,5 |

| 11,2 |

## Sicherheitslage

### Militärische Einrichtungen

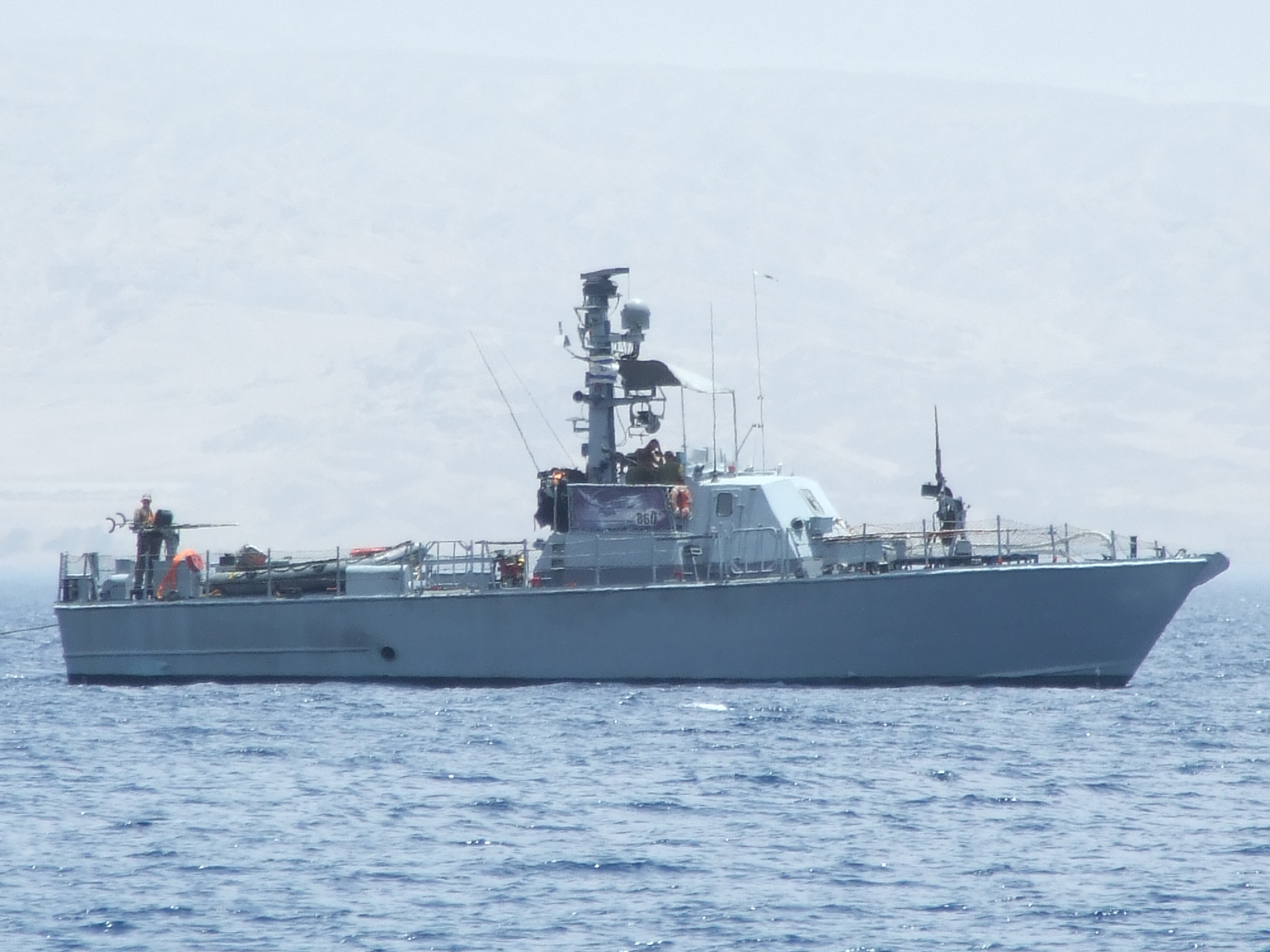
Patrouillenboot 860 (Dabur-Klasse) vor Eilat im Jahr 2008

Eilat beherbergt seit 1951 einen kleinen Stützpunkt der Israelischen Marine. Zurzeit liegt dort das Patrouillenbootgeschwader 915. Nach der Rückgabe der Sinai-Halbinsel zu Beginn der 1980er Jahre wurde das Kommando der Marine für das Rote Meer von Scharm El-Scheich nach Eilat verlegt.

### Anschläge
Durch seine Lage abseits von Westjordanland und Gazastreifen und dem geringen palästinensischen Bevölkerungsanteil war Eilat selbst kaum im Brennpunkt des arabisch-israelischen Konflikts. Anschläge waren zunächst nicht gegen die Stadt selbst gerichtet, sondern auf ihre Verbindungen nach außen, wie z. B. der Anschlag auf die Buslinie Beʾer Scheva–Eilat bei Maʿale Aqrabbim am Südrand des Machtesch Ramon in der Nacht vom 16. zum 17. März 1954, bei dem elf Fahrgäste in einem Egged-Bus auf der Rückreise von den Feiern zum fünften Jahrestag der Befreiung Eilats von Eindringlingen aus Jordanien ermordet wurden oder die Blockade der Verbindungsstraße durch die Arava im Jahr 1966.
Der erste Anschlag in Eilat selbst war das Selbstmordattentat am 29. Januar 2007 in einem Geschäft im Einkaufszentrum „Isidore“, bei dem drei Israelis getötet und weitere verletzt wurden. Der Islamische Dschihad und die der Fatah nahestehenden al-Aqsa-Märtyrerbrigaden bekannten sich zu dem Anschlag.
Am 22. April 2010 wurden von der ägyptischen Sinai-Halbinsel aus zwei Katjuscha-Raketen auf die Stadt abgefeuert. Eine schlug in einem Gebäude im benachbarten jordanischen Akaba ein, wobei niemand verletzt wurde. Die andere fiel vermutlich ins Meer.
Am 2. August 2010 wurden erneut fünf Raketen auf Eilat abgefeuert. Die Geschosse verfehlten die Hotelkomplexe in Strandnähe. Eine der Raketen landete auf offenem Gelände in Eilat, drei im Roten Meer und eine neben einem Hotel in Akaba, wo Berichten zufolge ein Mann getötet und vier weitere Personen verletzt wurden.
Anschläge auf israelische Touristen in ägyptischen Urlaubszentren am Roten Meer, wie 1985 in Ras Burka mit sieben Todesopfern oder in Taba am 7. Oktober 2004 mit 32 Opfern, waren noch folgenschwerer und wirkten sich sowohl auf die israelische als auch die ägyptische Tourismusbranche negativ aus.

## Kultur

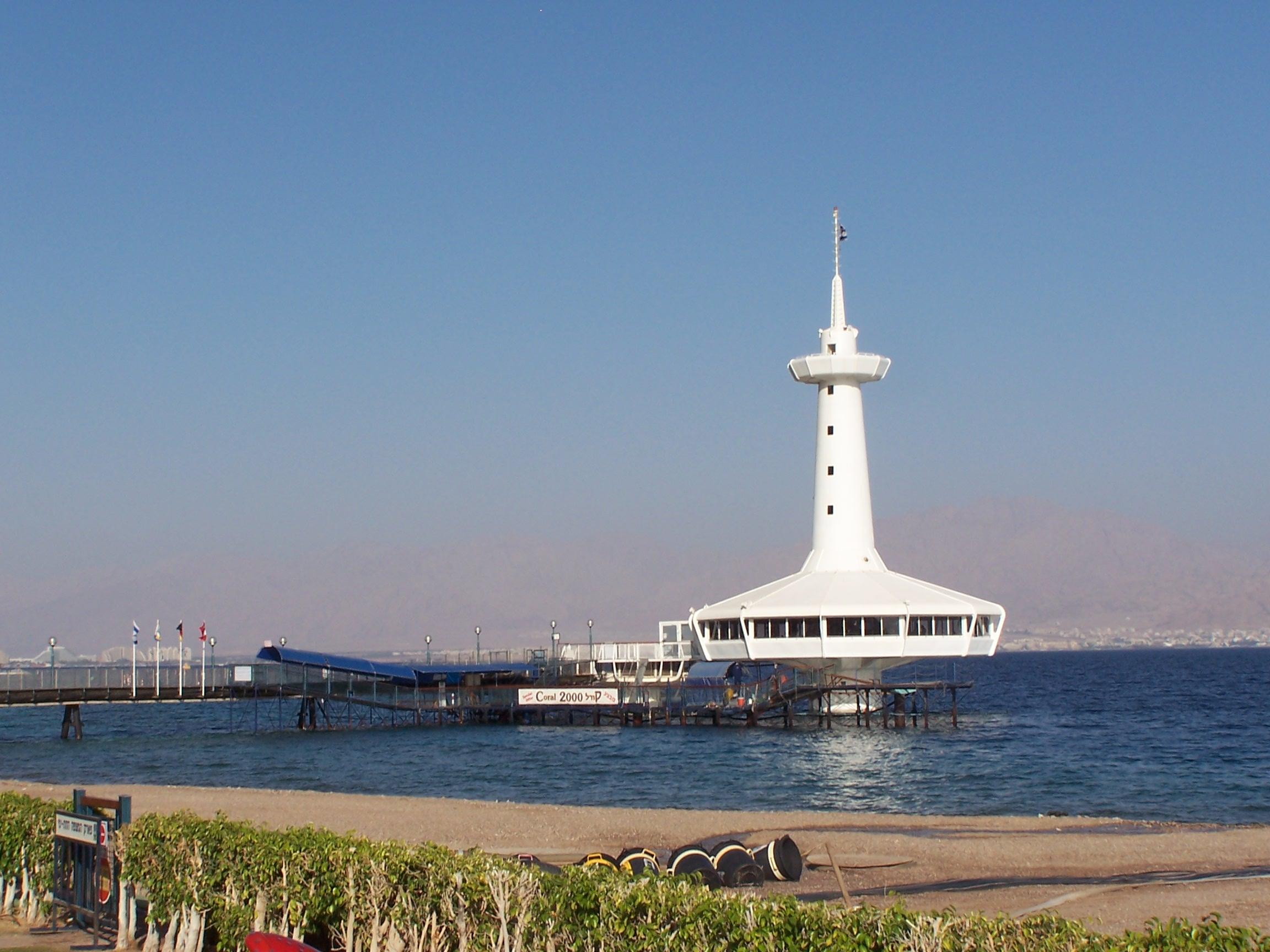
Das Unterwasserobservatorium im „Coral Beach Natural Reserve“

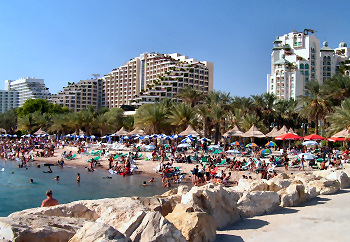
Hotelkomplexe säumen den Küstenstreifen am Roten Meer.

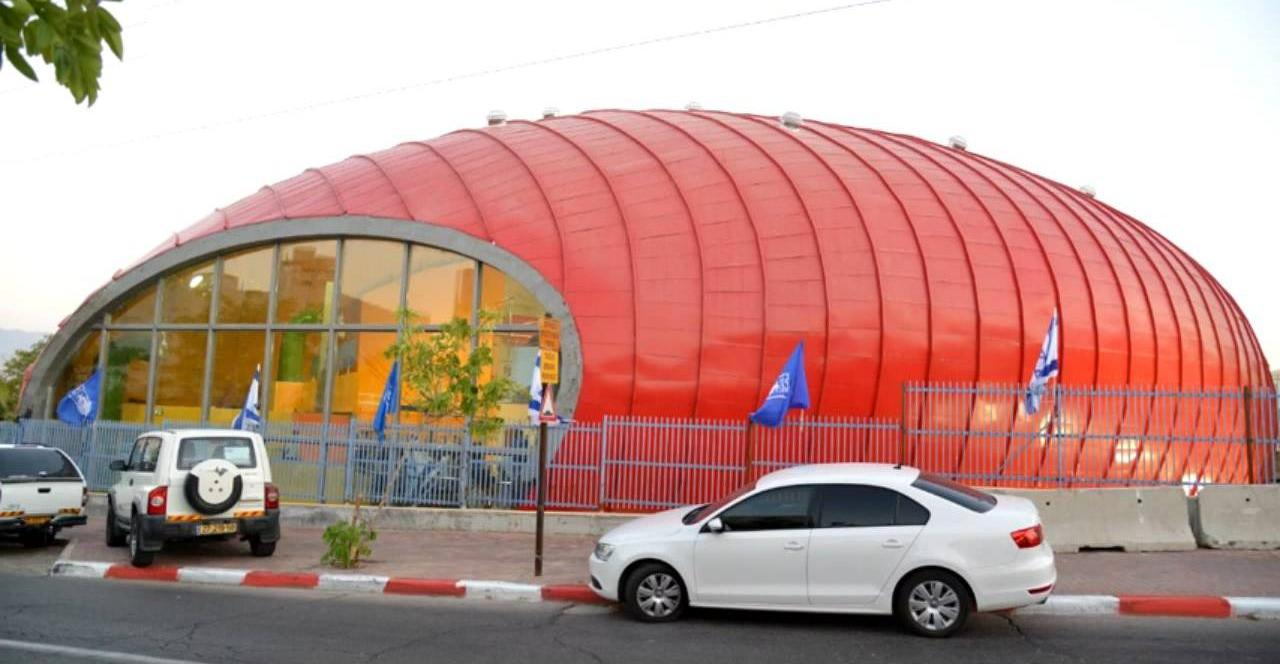
Sportzentrum in Eilat. Design von Moti Bodek.

### Tourismus und Attraktionen
Eilat bietet neben zahlreichen Unterkünften von B&B-Gästezimmern über Ferienwohnungen bis Luxus-Hotels unter anderem folgende Attraktionen:
- Oceanarium Eilat
- Korallenstrand Naturschutzgebiet Coral Beach Natur Reserve[13]
- Dolphin Reef, Therapie und/oder schwimmen mit Delfinen, Spa[14]
- Botanic Garden Eilat, botanischer Garten in Eilat.
- City Museum Eilat (Stadtgeschichte)[15]
- Ice Park and Mall, Eishalle mit Ladenpromenade.
- Freizeitpark King City, ein Indoor-Unterhaltungspark.
- im August findet das Red Sea Jazz Festival statt.
- Red Canyon, ein durch Erosion ausgewaschener Canyon mit rötlich gefärbtem Gestein.
- Timna Nationalpark, ein großer Nationalpark, in dem die Hauptattraktionen neben den antiken Kupferminen sowie den sog. Salomons Säulen sind.

In Tagesausflügen können die Nabatäerstädte Petra in Jordanien oder Avdat im Negev sowie das Katharinenkloster im Sinai von hier aus besucht werden.

### Sport und Freizeit
Jährlich im Januar oder Februar findet seit 1999 in Eilat der Israman statt – ein Triathlon über die Langdistanz (3,8 km Schwimmen, 180 km Radfahren und 42,2 km Laufen) und Halbdistanz. Eilat ist offizieller Start oder Zielpunkt des Israel National Trail "Shvil Israel", einem durchgehenden Fernwanderweg bis zum Kibbuz Dan.

### Bildung
Im Jahr 2002 eröffnete die Ben-Gurion-Universität im Negev (Beʾer Scheva) in Eilat einen universitären Campus. Im Jahr 2005 hatte die Universitätsfiliale 300 Studenten.

## Städtepartnerschaften
| Amerika                                                                | Europa | Afrika             |
| ---------------------------------------------------------------------- | --- | ------------------ |
| Arica (Chile) Los Angeles (USA) Toronto (Kanada) Ushuaia (Argentinien) | Antibes (Frankreich) Kamen (Deutschland) Kampen (Niederlande) Serres (Griechenland) Smolian (Bulgarien) Sopron (Ungarn) | Durban (Südafrika) |

## Persönlichkeiten
- Eyal Zamir (* 1966), Generalmajor
- Ofir Libstein (1973–2023), Politiker
- Erez Markovich (* 1978), Basketballspieler
- Tai Baribo (* 1998), Fußballspieler